# Логвино (Калининградская область)
Логвино (нем. Medenau)— посёлок в Зеленоградском районе Калининградской области. Входит в состав Переславского сельского поселения.

## Население
| 2002 | 2010 |
| ---- | ---- |
| 257  | ↗283 |

Численность населения — 283 человек (2010).

## История
Прусская земляная крепость Меденов существовала на северо-восточной окраине современного поселка Логвино задолго до вторжения крестоносцев. Она принадлежала могущественному прусскому роду Кандейм. Название населенного пункта переводится с прусского языка как "Лесной поселок".
В январе 1255 года в Самбию вторгся отряд рыцарей под командованием богемского короля Оттокара II. Петр из Дусбурга описывает в своей хроние взятие Меденова так: «…король Богемии повел войско своё до самого замка Балги, где, как устроили братья, встретил одного старика по имени Гедуне… из Моденова, из рода тех, кого зовут Кандейм, досконально знавшего всю силу воинов из Самбии. Когда король спросил у него при появлении первой небольшой части войска, можно ли воевать со столькими рыцарями, он ответил, что нет. Затем подоспело войско вдвое большее, увидев которое, он ответил, как и прежде; далее пришло войско втрое большее, но и этого еще было ему недостаточно; наконец подоспела вся остальная часть войска, покрывшего лед, как саранча покрывает землю, и, когда король спросил, можно ли воевать в земле Самбии с таким войском, он ответил: «Достаточно. Иди, куда тебе угодно, и ты добьешься, чего пожелаешь»… Итак, король вошел в Самбию с войском своим близ волости, называемой Меденов, и, спалив все, что могло быть взято огнём, и захватив в плен и убив многих людей, там же заночевал…». Взятие Меденова не потребовало от войска Оттакара больших усилий, так как после ночевки в крепости оно уже следующий день выступило на Рудов (ныне поселок Мельниково).
Орденский замок Меденов, возведенный на руинах прусской крепости, упоминается впервые в 1263 году. По грамоте XIII века половина замка передавалась некому Генриху Штоубеку. Тогда же Штоубек стал первым старостой деревни Меденов.
10 января 1326 года поселение Меденау получило от будущего великого магистра Ордена Генриха Дуземера грамоту, подтверждающую его законный статус. В 1327 замок Меденау был укреплен: к замку пристроили форбург, который обнесли дополнительным валом. В начале XIV века в Меденау, на противоположном от замка берегу ручья, была построена кирха.
В тексте Второго Торнского мира 1466 года Меденау уже не фигурирует среди упоминаемых городов и замков. Название Меденав присутствует в тексте Краковского договора 1525 года в списке городов, передаваемых в наследный лен герцогу Альбрехту.
В 1849 году в Меденау проживало 479 человек, в 1939 году - 1202 человека. В 1881 году в поселке был установлен памятник Вильгельму I.
Во время Второй мировой войны первый раз Меденау было занято частями 39-й армии 31 января 1945 года. 23 февраля, в результате несогласованности действий командования, в районе Меденау оказался в окружении сводный отряд 1-го танкового корпуса, приданный 39-й армии. Ценой больших потерь ему удалось прорваться из окружения. Второй раз Меденау был взят войсками 3-го Белорусского фронта около 18 часов 14 апреля 1945 года.
В 1946 году Меденау было переименовано в поселок Логвино.
С 1945 года в населенном пункте существовала братская могила советских воинов, в мае 1985 года останки 31 военнослужащего Красной Армии были перенесены на мемориал в Переславском.